# Association des sanctuaires shinto

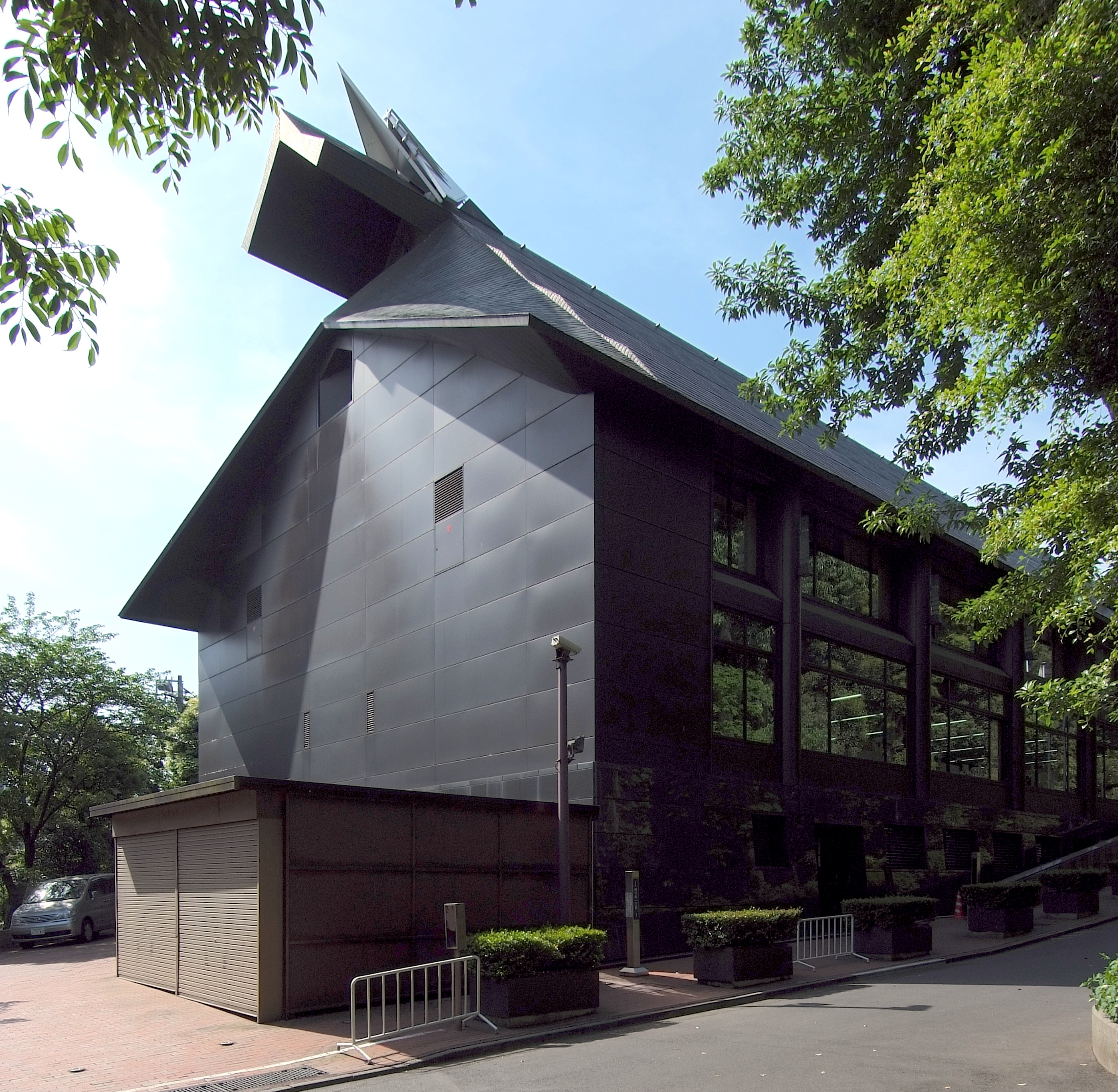
Le siège de l'association.

L'association des sanctuaires shinto (神社本庁, Jinja Honchō) est un organisme religieux chargé de superviser environ 80 000 sanctuaires shinto au Japon. Le grand sanctuaire d'Ise est considéré comme le plus sacré de tous.

## Activités religieuses
L'association a cinq activités principales :
1. La publication et la diffusion de l'information sur les sanctuaires shinto
2. L'organisation des rituels
3. L'éducation religieuse des adeptes du shinto
4. La vénération du sanctuaire d'Ise et la distribution de ses amulettes jungū taima (神宮大麻?)
5. L'entretien des prêtres shinto

Elle a aussi d'autres activités allant dans le même sens.

## Histoire
L'association est créée au lendemain de la Seconde Guerre mondiale. Le 15 décembre 1945, les forces alliées publient la directive shinto ordonnant la séparation du shinto et de l'État. Le 2 février 1946, se conformant aux ordres de l'occupant, trois organisations, la Kōten Kōkyūjo (皇典講究所), la Dainippon Jingikai (大日本神祇会) et la Jingū Hōsaikai (神宮奉斎会), fondent une association non-gouvernementale assurant les fonctions du Jingi-kan (« départements des affaires shinto ») du ministère des Affaires intérieures.

## Structure
L'association des sanctuaires shinto a une structure administrative comprenant des filiales coordonnées autour du siège principal. Celui-ci se trouve à Yoyogi dans l'arrondissement de Shibuya à Tokyo, juste à côté du sanctuaire Meiji. Parmi ses dirigeants se trouvent le sōsai (総裁), le chef du sanctuaire d'Ise, actuellement Atsuko Ikeda. Le tōri (統理) est Kuniaki Kuni, et le poste de sōchō (総長) est actuellement occupé par Masami Yatabe, le prêtre principal du Mishima-taisha. L'association possède un bureau dans chaque préfecture. Ceux-ci gèrent les finances et les questions de personnel des sanctuaires membres.

## Activité politique
L'association, qui a beaucoup de contacts au sein du parti libéral-démocrate du Japon, est un important lobby : son influence peut se sentir dans l'adoption en 1979 de l'emploi officiel des ères impériales, dans l'instauration d'un congé officiel, le 29 avril, en l'honneur de l'empereur Showa et dans la récente reconnaissance officielle du drapeau (hinomaru) et de l'hymne (Kimi ga yo) nationaux et de leur usage lors des événements scolaires. L'association est également à l'origine de quelques actions de politiciens conservateurs, en particulier les visites de Jun'ichirō Koizumi au Yasukuni-jinja. L'Association considère que les parlementaires qui ne vont pas visiter le sanctuaire sont impertinents.
Certains commentateurs voient aussi l'ombre de l'Association des sanctuaires shinto derrière les efforts de Shinzo Abe et Hakubun Shimomura pour changer l'esprit de l'enseignement obligatoire au Japon et réviser la loi fondamentale sur l'éducation, ainsi que pour imposer des idées révisionnistes dans les manuels d'histoire.
En matière d'économie, l'Association s'oppose au libre commerce du riz tel qu'on le négocie dans le TPP et au droit de propriété par des non-japonais de certains terrains (par exemple, des forêts ou des lacs) .
En 2013, une organisation sœur de l'Association des sanctuaires shinto, l'Association de l'Alliance politique Shinto des Parlementaires (神道政治連盟, Shintō seiji renmei), comptait 240 membres dont 16 ministres sur les 19 du Gouvernement Abe.

## À voir aussi